# 琵琶峠
 琵琶峠 （びわとうげ）は、岐阜県瑞浪市の旧中山道にある峠（標高557m）。

## 概要
琵琶峠は大湫宿（江戸方）と細久手宿（京方）の間にある峠。大湫宿高札場から、母衣岩、烏帽子岩を過ぎると琵琶峠への石畳になる。旧美濃国内の中山道で最も標高の高い峠の頂上から京方に下った地点に八瀬沢一里塚の両塚が残っている。立場であった旧やせ村、弁財天の池、奥之田一里塚を経て細久手宿に至る。
琵琶峠の頂上には馬頭観音がある。また、東上り口には身代わり観音や石碑（馬頭観世音）がある。

## 参考資料
1. ↑  八木牧夫「ちゃんと歩ける中山道六十九次(西)」山と渓谷社p.58-62
2. ↑  瑞浪市観光協会
3. 1 2  “琵琶峠地区”. 瑞浪市. 2024年12月7日閲覧。